# Die verwandelte Katze
Die verwandelte Katze (Originaltitel: „La chatte métamorphosée en femme“) ist eine französische Operette in einem Akt von Jacques Offenbach nach einem Libretto von Eugène Scribe und Mélèsville. Das Werk erlebte seine Uraufführung am 19. April 1858 in Offenbachs eigenem Théâtre des Bouffes-Parisiens in Paris.
Die Partie der Minette ist für einen virtuosen Koloratursopran.

## Orchester
Zwei Flöten (2. auch Piccolo), eine Oboe, zwei Klarinetten, ein Fagott, zwei Hörner, zwei Kornette, eine Posaune, Schlagzeug und Streicher

## Handlung
Guido hat es einfach nicht geschafft, mit der reichen Erbschaft, die ihm sein Vater hinterlassen hatte, richtig umzugehen. In Gelddingen war er halt immer schon ein rechter Dilettant. Nun fristet er ein Leben in Armut. Früher hatte er viele Freunde. Aber wie es halt so ist: Schwindet das Geld, schwinden auch diese. Geblieben sind ihm nur seine alte Gouvernante Marianne, seine Cousine Minette und deren Kätzchen, dem er seine ganze Liebe zuwendet. Minette hingegen ist in Liebe zu ihrem Cousin entbrannt und sähe es lieber, wenn er ihr statt der Katze seine Zuneigung schenkte.
Mit Hilfe eines indischen Magiers gelingt es Minette, in die Haut des von Guido so geliebten Kätzchens zu schlüpfen und so ihrem Vetter nicht nur ihr Schnurren, sondern auch ihre Krallen zu zeigen. Und wie es sich für eine Operette geziemt, lässt der Erfolg nicht lange auf sich warten. Guido entdeckt seine Liebesgefühle zu Minette, und am Ende werden beide ein Paar.

## Rezeption
Diese Operette war lange erfolgreich. Um 1880 schuf Joseph Hellmesberger junior ein gleichnamiges Ballett in drei Akten nach Texten von F. Zell und Carl Telle. Ignaz Franz Castelli hat unter dem Titel Die in ein Weib verwandelte Katze dieses Werk ebenfalls übersetzt.